# Galerina austrocalyptrata
Galerina austrocalyptrata är en svampart som beskrevs av A.H. Sm. & Singer 1964. Galerina austrocalyptrata ingår i släktet Galerina och familjen Strophariaceae.   Inga underarter finns listade i Catalogue of Life.